# Fregaty rakietowe typu Santa María
Fregaty rakietowe typu Santa María – seria sześciu hiszpańskich fregat rakietowych będących licencyjnym rozwinięciem amerykańskich fregat typu Oliver Hazard Perry.

## Historia rozwoju
W drugiej połowie lat siedemdziesiątych XX wieku hiszpańska marynarka wojenna rozpoczęła prace studyjne nad następcą posiadanego wówczas przez nią starego lotniskowca „Dédalo” (R-01), który był eks-amerykańską jednostką z czasów II wojny światowej. W tym celu zaprojektowano nowy lotniskowiec, a następnie rozpoczęto budowę „Principe de Asturias”.
Decyzja o budowie nowego typu lotniskowca wymusiła rozpoczęcie prac nad pozyskaniem nowych okrętów eskortowych. W tamtym czasie w Armada Española służyło pięć fregat typu Baleares, które były zmodyfikowaną wersją amerykańskich okrętów typu Knox. Weszły one do służby w latach siedemdziesiątych XX wieku, jednak ich głównym zadaniem była walka z okrętami podwodnymi i z racji swojego wyposażenia nie nadawały się do wykonywania zadań eskortowych. Konieczne okazało się więc wybudowanie nowych okrętów, które mogły pełnić takową funkcję. W 1977 roku przedstawiciele hiszpańskiej floty podjęli decyzję o skonstruowaniu czterech fregat typu Oliver Hazard Perry na amerykańskiej licencji na budowę.
Stępkę pod budowę pierwszej jednostki z serii „Santa María” (F-81), od której wziął nazwę cały typoszereg, położono w maju 1982 roku, wodowanie zaś odbyło się w listopadzie 1984 roku. Budowa drugiego okrętu, nazwanego „Victoria” (F-82), rozpoczęła się w sierpniu 1983 roku, natomiast kadłub zwodowano w lipcu 1986 roku. Trzecią fregatą była „Numancia” (F-83), której budowę zaczęto w styczniu 1986 roku, a 12 miesięcy później ją zwodowano. W październiku 1987 roku rozpoczęły się prace nad ostatnim okrętem „Reina Sofía” (F-84), który zwodowano w lipcu 1989 roku.
Pod koniec lat osiemdziesiątych opracowany został długoterminowy program rozwoju hiszpańskiej floty. Tym samym zdecydowano się na wybudowanie dodatkowych dwóch fregat typu Santa María, które zaliczono do drugiej, unowocześnionej serii. Budowa pierwszego okrętu o nazwie „Navarra” (F-85) ruszyła w kwietniu 1991 roku, a wodowanie odbyło się w październiku 1992 roku. Prace nad drugą fregatą „Canarias” (F-86) rozpoczęły się w kwietniu 1992 roku, natomiast kadłub okrętu zwodowano w czerwcu 1993 roku.
W 2003 roku rozpoczęto prace studyjne nad modernizacją floty okrętów typu Santa María. Głównym celem programu modernizacyjnego było wydłużenie eksploatacji jednostek tego typu. Prace obejmowały m.in. usprawnienie systemu przeciwpożarowego, wentylacji, odsalania wody morskiej, jak też montaż nowego systemu łączności satelitarnej. Wymieniono 4 generatory Diesla na nowe, usunięto z wyposażenia sonar holowany i zmodernizowano system kierowania ogniem Mk 92. Zmodernizowano także inne wyposażenie elektroniczne, wprowadzono nowe radary nawigacyjne i nowy system IFF oraz zmodernizowano centrum zarządzania walką. Przeprowadzona modernizacja nie była głęboka, tak jak miało to miejsce w przypadku innych okrętów typu Oliver Hazard Perry służących w obcych krajach (np. modernizacja fregat typu Adelaide). Decyzja o płytkiej modernizacji była związana głównie z kwestiami finansowymi oraz częściowo z ograniczeniami wynikającymi z konstrukcji jednostek. Wpływ na tę decyzje miał też fakt wprowadzania do służby nowych fregat rakietowych typu Álvaro de Bazán, które w znacznym stopniu odciążyły jednostki typu Santa María.
Program modernizacji fregat rozpoczął się w październiku 2005 roku. Jako pierwsze modernizacji poddane zostały okręty „Victoria” (F-82) oraz „Numancia” (F-83), które powróciły do służby w 2007 roku; „Santa María” i „Reina Sofía” z prac modernizacyjnych powróciły w roku 2010.

## Opis techniczny

### Uzbrojenie
Na uzbrojenie okrętów typu Santa María składają się:
- wyrzutnia pocisków rakietowych Mk 13 Mod 4 GMLS (Guided Missile Launching Systems) dla:
  - pocisków przeciwokrętowych RGM-84 Harpoon
  - rakiet przeciwlotniczych RIM-66 Standard MR (SM-1MR Block VIB)
- armata uniwersalna FABA kalibru 76 mm – odmiana armaty Mk 75;
- CIWS: system FABA Meroka Mod 2 kalibru 20 mm;
- 2 potrójne, wyrzutnie torpedowe Mk 32 Mod 5 kalibru 324 mm dla torped Mk 46.

### Wyposażenie elektroniczne
Na wyposażenie okrętów typu Santa María składają się:
- radar dozoru powietrznego AN/SPS-49(V)4;
- radar dozoru powietrznego i nawodnego RAN-12L oraz RAN-30X;
- radar dozoru nawodnego i nawigacyjnego AN/SPS-55;
- radar nawigacyjny Raytheon 1650/9;
- zmodyfikowany radar AN/SPG-60 STIR (Separate Tracking and Illuminating Radar) systemu kierowania ogniem Mk 92;
- podkadłubowa stacja hydrolokacyjna DE 1160;
- system walki elektronicznej ESM;
- system walki elektronicznej ECM;
- 2 wyrzutnie celów pozornych kalibru 130 mm Mk 137;
- system rozpoznania radioelektronicznego SIGINT (SIGnals INTelligence) firmy ENSA – Mk 9000 Elnath;
- system rozpoznania radioelektronicznego SIGINT (SIGnals INTelligence) firmy Elettronica – CO-NEWS (COmmunications Naval Electronic Warfare System);
- holowana pułapka przeciwtorpedowa AN/SLQ-25 Nixie.

## Lista okrętów typu Santa María
| Numer burtowy | Nazwa         | Wejście do służby    | Wycofanie ze służby | Zdjęcie | Przypisy    |
| ------------- | ------------- | -------------------- | ------------------- | ------- | ----------- |
| F-81          | „Santa María” | 12 października 1986 | w służbie           |         | [ 3 ] [ 4 ] |
| F-82          | „Victoria”    | 29 października 1987 | w służbie           |         | [ 5 ] [ 4 ] |
| F-83          | „Numancia”    | 11 sierpnia 1988     | w służbie           |         | [ 6 ] [ 4 ] |
| F-84          | „Reina Sofía” | 30 października 1990 | w służbie           |         | [ 7 ] [ 4 ] |
| F-85          | „Navarra”     | 30 maja 1994         | w służbie           |         | [ 8 ] [ 4 ] |
| F-86          | „Canarias”    | 14 grudnia 1994      | w służbie           |         | [ 9 ] [ 4 ] |